# Ecnomus kososiensis
Ecnomus kososiensis là một loài Trichoptera trong họ Ecnomidae. Chúng phân bố ở miền Cổ bắc.